# Аношино
Аношино — деревня в Вяземском районе Смоленской области России. Входит в состав Относовского сельского поселения. Население — 15 жителей (2007). 
Расположена в восточной части области в 12 км к западу от Вязьмы, в 8 км севернее автодороги М1 «Беларусь». В 12 км юго-восточнее деревни расположена железнодорожная станция Ждановка на линии Москва — Минск. 

## История
В годы Великой Отечественной войны деревня была оккупирована гитлеровскими войсками в октябре 1941 года, освобождена в марте 1943 года.